# Longepi cobon
Longepi cobon is een spinnensoort uit de familie Lamponidae. De soort komt voor in Victoria.